# Ваттенхайм (Пфальц)
Ваттенхайм (нем. Wattenheim) — община в Германии, в земле Рейнланд-Пфальц.
Входит в состав района Бад-Дюркхайм. Подчиняется управлению Хеттенлайдельхайм. Население составляет 1605 человек (на 31 декабря 2010 года). Занимает площадь 12,53 км².